# 乔治·图库迪安
乔治·图库迪安（George Țucudean，1991年4月30日—）是一名罗马尼亚足球运动员，司职前锋，曾效力于英冠球队查爾頓。

## 生平
2014年2月3日马贝拉杯，图库迪安面对广州恒大梅开二度，帮助球队取胜。
2014年夏季图库迪安由标准列日免費轉投東主罗兰·迪沙特莱擁有的英冠球會查爾頓，簽約三年。2015年1月冬季轉會窗結束前，图库迪安被借用到布加勒斯特星隊18個月。

## 外部連結
- Profile of George Țucudean （页面存档备份，存于） at RomanianSoccer.ro
- Profile of George Țucudean （页面存档备份，存于） at soccerway.com